# Usi
Usi là một kun, hay huyện, ở cực tây tỉnh Changan, Bắc Triều Tiên. Huyện này đối diện Cộng hòa Nhân dân Trung Hoa qua sông Áp Lục. Ở Bắc Triều Tiên, Đơn vị này giáp Chosan và Kopung về phía đông, Songwon về phía nam, và huyện Pyoktong của tỉnh Bắc Pyongan về phía tây. Trước đây thuộc Pyoktong, đơn vị này đã được lập thành một huyện riêng năm 1952 trong cuộc tổng tổ chức lại chính quyền địa phương. Năm 1954, huyện này được chuyển từ Bắc Pyongan sang Chagang.
Không có đường sắt ở huyện này, chỉ có đường bộ nối với các huyện lân cận Chosan và Pyoktong, cũng như với Sinuiju. Sông Áp Lục tạo thành một hồ chứa nước "hồ Supung" (수풍호), là hồ chứa lớn nhất Bắc Triều Tiên.
Thung lũng sông Áp Lục là nơi trồng lúa còn vùng cao hơn trồng ngô, khoai tây và vừng..